# برگ‌پاها
برگ‌پاها (نام علمی: Coreus) نام یک سرده از تیره برگ‌پایان است.